# Rosa Caracciolo
Rosa Caracciolo, pseudònim de Rosza Tassi (29 de juny de 1972), és una actriu porno hongaresa naturalitzada italiana.

## Biografia
Caracciolo va ser Miss Hongria el 1990. Es va casar amb el famós actor pornogràfic Rocco Siffredi, i poc després va entrar en el negoci de les pel·lícules porno.
En la seva època d'actriu Rosa Caracciolo va gravar exclusivament amb el seu marit, amb qui va tenir dos fills.
Va protagonitzar al costat de Siffredi la pel·lícula La història sexual de Tarzan (1994), dirigida per Joe D'Amato a Mèxic, que en cartellera es va anomenar Tarzan el rei de les mones o Tarzan la vinguda. El 2007 va protagonitzar un conegut anunci comercial per a televisió. Després de la dècada de 1990 es va retirar de la indústria del porno.

## Filmografia
- (V) = es va gravar directe per vídeo
- aka (also known as) = també coneguda com a

1. Rock and Roll. Rocco Part II (1997) (V)
2. Rocco e le storie tese (1997) (V)
3. Rocco the Italian Stallion 2 (1997)
4. Le combat des chefs (1996) (V)... aka The Boxer 2 (USA: títol per DVD)... aka The Stallion 2 (USA)
5. Rock and Roll. Rocco Part I (1996) (V)
6. The Last Fight (1996) (V)... aka Rocco the Last Fight (Itàlia: títol complet)
7. The Bodyguard (1995) (V)
8. Hamlet: For the Love of Ophelia (1995) (V)... aka Amleto - per amore di Ofelia (Italy)... aka Le peccanti avventure erotiche di Amleto (Italy)... aka X Hamlet (USA: DVD title)
9. Tarzhard: Il ritorno (1995) (V) ... Jane ... aka Tarzan 2 - Il ritorno del figlio della giungla (Italy)... aka Tarzhard - The Return (International: English title)... aka Tharzan 2 (Italy)
10. Marquis de Sade (1994) ... Renee De Montreuil... aka Il marchése De Sade - Oltre ogni perversione (Italy)... aka Il marchese de Sade (Italy: alternative title)
11. Tarzan, il figlio de la jungla (1994) (V) ... Jane ... aka Jungle Heat (USA: video title) (USA)... aka Avventure erotiche nella giungla (Italy: soft porn version)... aka Jane: The Sexual Adventures of a Jungle Girl (USA: video catalogue title)... aka Tarzan X... aka Tarzan-X: Shame of Jane (USA)... aka Tarzhard... aka Tharzan
12. Anal Delinquent (1993) (V) (como Rossa)
13. County Line (1993) (V)
14. Deep Cheeks IV (1993) (V) (como Rossa)
15. Guardaspalle (1993)